# Шарингол
Шарингол (монг.Шарын гол «жовта ріка» -- місто в аймаці Дархан на північ від Улан-Батора, Монголія. Робітниче селище при вугільному розрізі було створено 17 жовтня 1961 року, а у 1962 році отримав статус міста.

## Населення
Площі міста – 160,6  км кВ, населення – 8116 чоловік (2009), щільність населення 50,5 люд на км кВ. Національний склад – халха-монголи (70,6%), казахи (17,1%), дербети (6,7%), урянхайці (1,9%), решта – 4,8%. Конфесійний склад – буддисти, мусульмани.

## Економіка
Основу економіки міста становить вугільна галузь – найбільше у Монголії родовище енергетичного вугілля яке було відкрито у 1930-х роках, однак експлуатація розпочалась лише у 1961 році. Проектна потужність – понад мільйон тонн вугілля на рік. Однак у 1976-1980 році потужність зросла до 2,5 млн тонн, після припинення радянської допомоги видобуток  вугілля різко скоротився. У 2003 році добуто лише 600 тисяч тонн, після чого підприємство було виставлено на приватизацію і куплено російською компанією. Нові власники зобов’язались не лише відновити видобуток вугілля, а й налагодити попутне добування золота запаси якого тут складають 10 тонн. У 2010 році видобуток вугілля склав 1 млн тонн, а у 2013 році планувалось видобути 2,5 млн тонн.